# Рипли (тауншип, округ Моррисон, Миннесота)
Рипли (англ. Ripley) — тауншип в округе Моррисон, Миннесота, США. На 2000 год его население составило 692 человека.

## География
По данным Бюро переписи населения США площадь тауншипа составляет 125,4 км², из которых 123,5 км² занимает суша, а 1,9 км² — вода (1,53 %).

## Демография
По данным переписи населения 2000 года здесь находились 692 человека, 230 домохозяйств и 193 семьи.  Плотность населения —  5,6 чел./км².  На территории тауншипа расположено 254 постройки со средней плотностью 2,1 построек на один квадратный километр. Расовый состав населения: 98,84 % белых, 0,58 % коренных американцев, 0,29 % азиатов и 0,29 % приходится на две или более других рас. Испанцы или латиноамериканцы любой расы составляли 0,29 % от популяции тауншипа.
Из 230 домохозяйств в 41,3 % воспитывались дети до 18 лет, в 74,8 % проживали супружеские пары, в 4,8 % проживали незамужние женщины и в 15,7 % домохозяйств проживали несемейные люди. 13,5 % домохозяйств состояли из одного человека, при том 3,9 % из — одиноких пожилых людей старше 65 лет. Средний размер домохозяйства — 3,01, а семьи — 3,31 человека.
31,4 % населения — младше 18 лет, 7,5 % — в возрасте от 18 до 24 лет, 29,0 % — от 25 до 44, 22,4 % — от 45 до 64, и 9,7 % — старше 65 лет. Средний возраст — 36 лет. На каждые 100 женщин приходилось 114,2 мужчин.  На каждые 100 женщин старше 18 приходилось 111,1 мужчин.
Средний годовой доход домохозяйства составлял 38 875 долларов, а средний годовой доход семьи —  41 250 долларов. Средний доход мужчин —  31 711  долларов, в то время как у женщин — 23 333. Доход на душу населения составил 14 881 доллар. За чертой бедности находились 10,1 % семей и 14,1 % всего населения тауншипа, из которых 24,3 % младше 18 и 15,3 % старше 65 лет.